# Trust in me (single)
Trust in me is een single van Sandra Reemer. Het is afkomstig van haar album Trust in me.
Het lied Trust in me werd geschreven door Bolland & Bolland, muziekproducent was Hans van Hemert en arrangeur Harry van Hoof. Bolland & Bolland was het jaar daarvoor een samenwerking gestart met de producer. Ferdi Bolland kreeg later een langdurige relatie met Sandra Reemer.
De B-kant Two tonight was nog een eigen compositie van Hans van Hemert, in een arrangement van Hans Hollestelle.
Trust in me werd geen hit. Het haalde uitsluitend de tipparade van de Nationale Hitparade. De tipparade van de Nederlandse top 40 werd niet gehaald.
Sandra Reemer

Al di là · Stille nacht, heilige nacht · 'k Zweef aan m'n ballonnetje · Gloria, gloria · Sluimer zacht · Singapura · Hoe leit dit kindeke · Mijn gitaar · Kopi susu · Als jij maar wacht · Een bos rozen · Heimwee · Mijn concert · Teddy song · Jij vergeet · Since you have gone · (I've got) A love like a rainbow · Simon Zealotes · Love me, honey · The party's over · Trust in me · This is your heartbeat · How little we know · Colorado · Nothing's gonna change · It hurts to be in love · America here I come · Indonesia · Get it on · Rien ne va plus · Fly like an angel · Gold · All out of love · Sleep with me tonight · Laughter in the rain · Goodnight, sweetheart, goodnight · Smoke gets in your eyes · La colegiala · For your love · He was the one · Love is cruel · Domenica · The last goodbye · Mensen zoals jij · Kom naar me toe · Alles wat ik wil · Een boom voor het leven · De mooiste droom is vogelvrij
Sandra en Andres

Storybook children · Somethin' in my heart · For the first time in my life · Reach for the moon · Let us pray together · Love is all around · Those words · Que je t'aime · Mary Madonna · Als het om de liefde gaat · Mama mia · Auntie · Aime-moi · Dzjing boem! · True love · You believed · Oh, nous sommes très amoureux
Dutch Divas

Work that body · From New York to L.A.